# Jacques Guillet
Pour les articles homonymes, voir Guillet.
Jacques Guillet est né à Lyon en 1910 et décédé en 2001 est un prêtre jésuite français théologien bibliste, professeur de Nouveau Testament, cofondateur de la revue Christus.

## Biographie
Jacques Guillet entre dans la province de Lyon de la Compagnie de Jésus en 1927. Comme compagnons de noviciat à Yzeure il retrouve Pierre Ganne et François Varillon. Après une licence de lettre classique il part étudier la philosophie à Jersey. On le retrouve à Fourvière en 1938 pour sa théologie.
Pendant la guerre il est fait prisonnier. Il s'échappe de captivité en 1942 et rejoint l'Angleterre où il devient officier de renseignement pour les Forces françaises libres. Il reprend ses études de théologies en 1945 et est ordonné prêtre le 7 décembre de cette même année. Il complète sa formation en Bible à l'Institut biblique pontifical à Rome de 1949 à 1951 avant d'être nommé professeur de Nouveau Testament à Fourvière. Il y enseignera jusqu'en 1974 avant de continuer son même enseignement au Centre Sèvres à Paris. Entre 1966 et 1969, il a brièvement dirigé la revue Recherches de Science Religieuse.

## Son œuvre
Jacques Guillet est un spécialiste reconnu des thèmes bibliques. C'est en effet le titre du livre qui l'a fait connaître (Thèmes bibliques, 1951). Ses travaux se concentrent sur la personne de Jésus-Christ. Ils se caractérisent par l'exigence d'un travail critique de haut niveau ayant pour but de donner un enseignement de vie et de recherche de l'essentiel. Les titres de ses publications sont particulièrement révélateurs de ces différents aspects.
Dans l’œuvre de Jacques Guillet apparaît un souci dominant, celui d'explorer le mystère du Christ. Qui était-il ? Quelle conscience avait-il de son destin ? Parmi les titres que lui accordent les évangiles ou saint Paul, quels sont ceux ou quel est celui que Jésus lui-même a utilisés pour parler de lui-même et de sa mission ? 
Exégète du Nouveau Testament, Jacques Guillet était aussi un théologien en même temps qu'un « auteur spirituel ». S'il faut parler de spécialisation, on peut dire que ce fut du Christ, et pas seulement du « Jésus de l'histoire ». Sa conviction était que le Christ sauveur, Fils de Dieu, et son Évangile, sont pour tous, sages et ignorants, ce qui le fit auteur de nombreux textes de vulgarisation.

### Liste de ses ouvrages
- Thèmes bibliques: études sur l'expression et le développement de la révélation, Éditions Aubier, Collection « Théologie », Paris, 1951.
- Jésus-Christ, hier et aujourd'hui, Éditions Desclée de Brouwer, Collection « Christus », Paris, 1992 (1963), 264 pages.  (ISBN 2220022404)
- La générosité de Dieu, grâce, justice et vérité, Aubier-Montaigne, Coll. « Foi vivante n° 20 », Paris, 1966, 143 pages.
- L'Homme espoir et souci de Dieu, Supplément Vie Chrétienne, Paris, 1999 (1967), 87 pages.
- Mythe et Vérité de l'Ecriture Sainte, Ed. Prière et Vie, Toulouse, 1968, 30 pages.
- Connaissance du Christ et genèse de la foi, Ed. Prière et Vie, Toulouse, 1968, 53 pages.
- Jésus devant sa Vie et sa Mort, Desclée de Brouwer, Collection "Théologie", Paris, 1991 (1971), 252 pages.  (ISBN 2220031934)
- Jésus-Christ dans notre monde, Desclée de Brouwer-Bellarmin, Collection « Christus », Paris, 1992 (1974), 254 pages.  (ISBN 2220038327)
- L'Evangile de Jésus-Christ selon les quatre évangélistes, Éditions du Cerf, Coll. « Catéchèse », Paris, 1976, 320 pages.  (ISBN 2204010391)
- Un Dieu qui parle, Desclée De Brouwer-Bellarmin, Coll. « Croire aujourd'hui », Paris, 1991 (1977), 128 pages.  (ISBN 9782220021423)
- Apprendre à prier à l'école de saint Paul et des évangélistes, (en collab. Donatien Mollat sj), Éditions Le Feu Nouveau, Coll. « Renouveau », Paris, 1979 (1977), 139 pages.  (ISBN 9782850170041)
- Les Premiers mots de la foi. De Jésus à l'Église, Éditions Le Centurion, Collection « Croire et comprendre », 1977, 128 pages.
- La foi de Jésus-Christ, Éditions Desclée, Coll. « Jésus et Jésus-Christ » n° 12, Paris, 1980, 190 pages.  (ISBN 2718901756)
- Jésus-Christ dans l'Évangile de Jean, Éditions du Cerf, Cahiers Evangile n°31, Paris, 2005 (1980), 65 pages.  (ISBN 9782204033251)
- La Pâque du Christ, Mystère de salut - Mélanges offerts au Père François-Xavier Durrwell pour son soixante-dixième anniversaire avec un témoignage du jubilaire, (en collaboration avec Martin Benzerath, Étienne Charpentier, Théophane Chary, Edouard Cothenet, Jacques Dupont, François-Xavier Durrwell, Heinz Giesen, Pierre Grelot, Jan Kahmann, Jan Lambrecht, Charles Perrot, Rudolf Pesch, Anton Roosen, Adrian Schenker, Aloyse Schmid, Réal Tremblay, Walter Vogels et Claude Wiéner), Éditions du Cerf, Coll. « Lectio Divina » n°112, 1982, 320 pages.  (ISBN 2204019364)
- Les Premiers Chrétiens. Historiens et exégètes à Radio-Canada, II - La foi, le culte et la communauté - Interviews révisées par les auteurs et présentées par Gilles Langevin, s.j., (en collaboration avec  Jean-Jacques von Allmen, Max-Alain Chevallier, Jacques Dupont, Pierre Grelot, Annie Jaubert, Sœur Jeanne-d'Arc, Gilles Langevin, André Lemaire, Louis Ligier, Gilles Pelland, Paul-Hubert Poirier, France Quéré et Joseph Schmitt, Éditions du Cerf, Coll. « Initiations générales », 1983, 152 pages.  (ISBN 2204020419)
- Entre Jésus et l'Église, Éditions du Seuil, coll. « Parole de Dieu », 1985, 320 pages.  (ISBN 9782020088992)
- De Jésus aux sacrements, Éditions du Cerf, Cahiers Evangile n°57, 1986.
- In Joseph Doré et Christoph Theobald (dir.), Penser la foi - Recherches en théologie aujourd'hui-Mélanges offerts à Joseph Moingt, (en collaboration avec Jean-Noël Aletti, Roger Arnaldez, Jean-Marie Aubert, Jacques Audinet, Paul Beauchamp, Dominique Bertrand, Alain Blancy, Kari Elisabeth Børresen, Dominique Bourel, Henri Bourgeois, Michel Bouttier, Jacques Briend, Norbert Brieskorn, Robert Cabié, Joseph Caillot, Pierre Colin, Michel Corbin, Paul Corset, Dominique de Courcelles, Pierre Deghaye, Joseph Doré, André Dumas, Jacques Dupuis, Christian Duquoc, Pierre Évieux, Michel Fédou, Pierre Fruchon, Claude Geffré, Pierre Gisel, Francis Guibal, Guy Harpigny, Geneviève Hébert, Bernard Hort, Abel Jeannière, Charles Kannengiesser, Pierre-Jean Labarrière, Guy Lafon, Ghislain Lafont, Claude Langlois, Jacques Le Brun, Simon Légasse, Jean-Louis Lemaire, Jean-Louis Leuba, René Marlé, Gustave Martelet, François Marty, Pierre Massein, Roger Mehl, Raymond Mengus, Denis Müller, Karl Heinz Neufeld (de), Gerald O'Collins, Daniel Olivier, Paul Olivier, André Paul, Charles Perrot, Gerhard Podskalsky, Edouard Pousset, Michel Quesnel, Gérard Remy, Bernard Rey, Jacques Rollet, Francis Ruello, Harald Schöndorf (de), Raymund Schwager, Juan Luis Segundo, Bernard Sesboüé, Herman Josef Sieben, Christoph Theobald, Gabriel Vahanian, Patrick Valdrini, Pierre Vallin, Louis de Vaucelles, René Virgoulay, Karl-Heinz Weger, Claude Wiéner et Jean Zumstein, Éditions du, Cerf, Coll. « Cogitatio Fidei», 1993, 1104 pages.  (ISBN 2204048631)
- Habiter les Ecritures: entretien avec Charles Ehlinger, Éditions Bayard, coll. « Les interviews », 1993, 345 pages.  (ISBN 2227320494)
- Dieu parle à l'homme, Éditions Desclée de Brouwer, coll. « Chemins ouverts », 1996 (1994), 127 pages.  (ISBN 2220035476)
- Jésus dans la foi des premiers disciples, Desclée de Brouwer, Paris, 1995, 250 pages.  (ISBN 9782220036892)
- « L'un et l'autre chez Paul Beauchamp », in Pietro Bovati et Roland Meynet (dir.), Ouvrir les Écritures - Mélanges offerts à Paul Beauchamp à l'occasion de ses soixante-dix ans, (en collaboration avec Pierre-Marie Beaude, Pietro Bovati, Frédéric Boyer, Jacques Briend, Jean Delorme, Mark Fang Chih-jung, Camille Focant, Vittorio Fusco, Pierre Gibert, Pierre Gisel, François Gramusset, Pierre Jay, Norbert Lohfink, François Marty, Roland Meynet, Anne-Marie Pelletier, Bernard Renaud, Paul Ricœur, Yves Simoens, Albert Vanhoye, Denis Vasse et André Wénin, Éditions du Cerf, Coll. « Lectio Divina » n°162, 1995, 442 pages.  (ISBN 2204052310)
- Avant-propos in Raymond Courcy, La Passion du règne de Dieu - L'adaptation permanente du charisme des Petites Sœurs de l'Assomption, Cerf, Coll. « Perspectives de vie religieuse », 1997, 168 pages.  (ISBN 220405559X)
- Xavier Léon-Dufour, Jean Duplacy, Augustin George, Pierre Grelot, Jacques Guillet, Marc-François Lacan, Vocabulaire de théologie biblique, Cerf, Coll. « Instruments bibliques », 2005 (1970), 1420 pages.  (ISBN 2204017205)